# Vrijdag de 14e: Van huis uit
Van huis uit is een korte Nederlandse televisiefilm uit 2003 van regisseur Marc Nelissen. De film is uitgezonden als onderdeel van de serie Vrijdag de 14e van de VARA.

## Verhaal
Arts Peter Paul moet naast zijn drukke baan voor zijn zwakbegaafde broer Robbe zorgen als hun moeder komt te overlijden. Robbe heeft grote moeite met het verwerken van de dood van de moeder, terwijl "PP" de zorg voor Robbe niet goed aankan. Een toevallige ontmoeting brengt een creatieve oplossing.